# Kaki
 #C3B091 

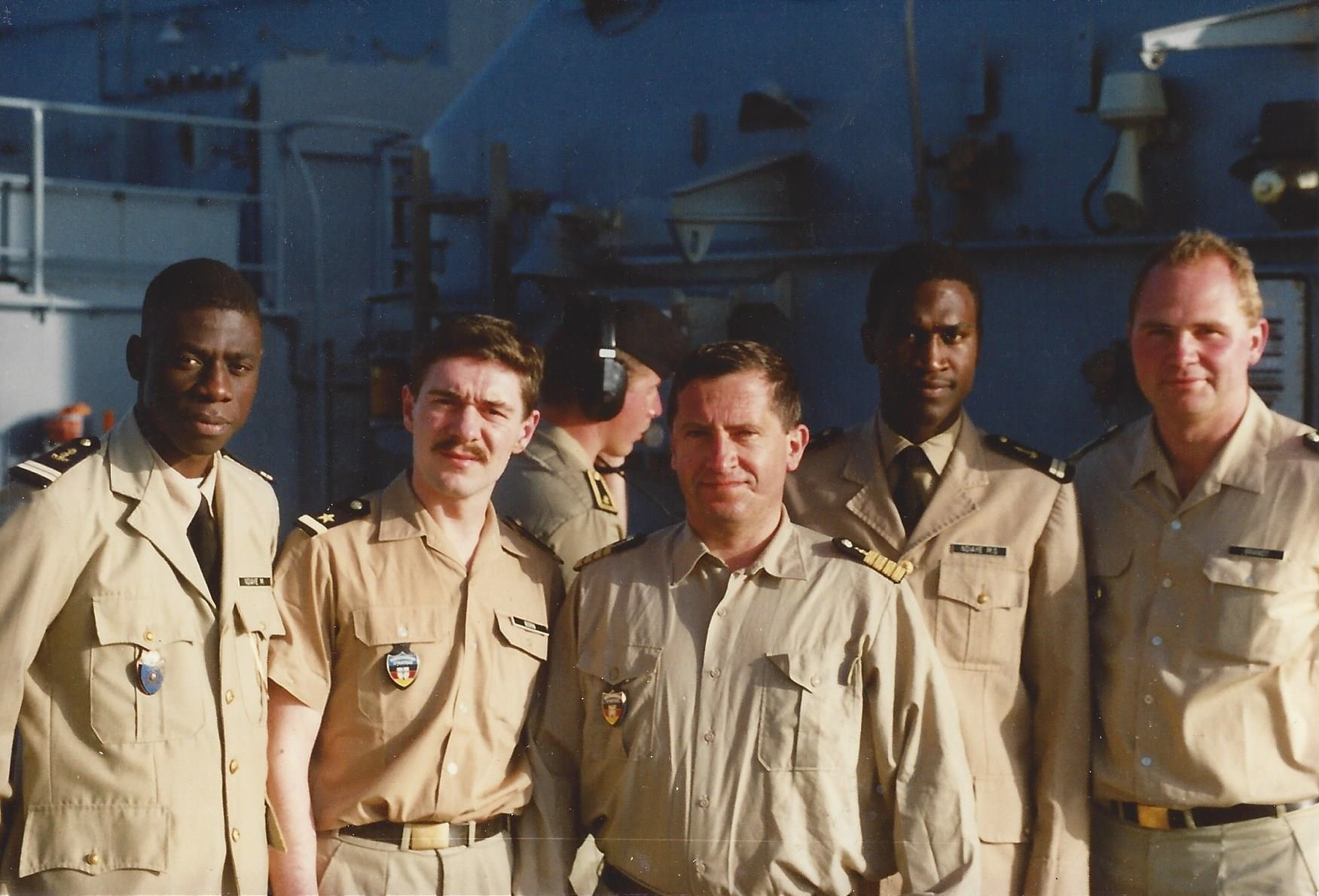
Kaki là một màu phổ biến với đồng phục quân đội, ví dụ như những sĩ quan người Đức và Sénégal trong hình.

Kaki (khaki) là một màu sắc pha giữa màu nâu nhạt và màu vàng.
Kaki là một loại màu sắc được sử dụng trong quân đội trên toàn thế giới, đặc biệt là trong những vùng sa mạc hoặc khô cằn. Màu kaki giúp che giấu người mặc trong môi trường chủ yếu là cát và bụi. Từ "kaki" đã được sử dụng như tên của một màu sắc trong tiếng Anh từ năm 1848, khi nó được dùng làm đồng phục cho quân đội lần đầu.  Ngoài ra, trong thời trang phương Tây, màu kaki cũng là một lựa chọn phổ biến cho quần áo smart casual, được gọi là "kakis", phù hợp cho môi trường công sở và cuộc sống hàng ngày.
Trong tiếng Anh Anh và một số ngôn ngữ khác của Khối thịnh vượng chung, thuật ngữ "kaki" cũng có thể được sử dụng để chỉ một tông màu xanh ôliu.

## Từ nguyên
Khaki là một từ mượn từ tiếng Urdu خاکی 'màu của đất', xuất phát từ tiếng Ba Tư خاک khâk 'đất' + ی (đuôi tính từ); nó đã nhập vào tiếng Anh thông qua Quân đội Ấn Độ Anh.

## Xuất xứ
Kaki ban đầu được sử dụng làm bộ quân phục cho Đội Hướng dẫn, một đơn vị quân đội thành lập vào tháng 12 năm 1846 dưới sự chỉ đạo của Henry Lawrence (1806-1857), đại diện của Thống đốc Tổng quyền tại Miền Bắc Biên giới và đóng quân tại Lahore. Ban đầu, binh sĩ biên giới mặc trang phục bản địa của họ, gồm áo ngắn và quần lửng màu trắng làm từ vải bông tự nhiên xù, kèm theo một chiếc nón bằng bông và áo khoác da hoặc áo khoác bông để chống lạnh trong mùa đông. Tuy nhiên, vào năm 1848, một bộ quân phục màu kaki đã được giới thiệu. Sau đó, tất cả các đơn vị quân đội trong khu vực, bao gồm cả người Anh và người Ấn Độ, đều áp dụng màu kaki cho quân phục và trang phục mùa hè. Vải kaki ban đầu được làm từ vải gân chặt, sử dụng chủ yếu là vải lanh hoặc vải bông.

## Sử dụng trong quân đội

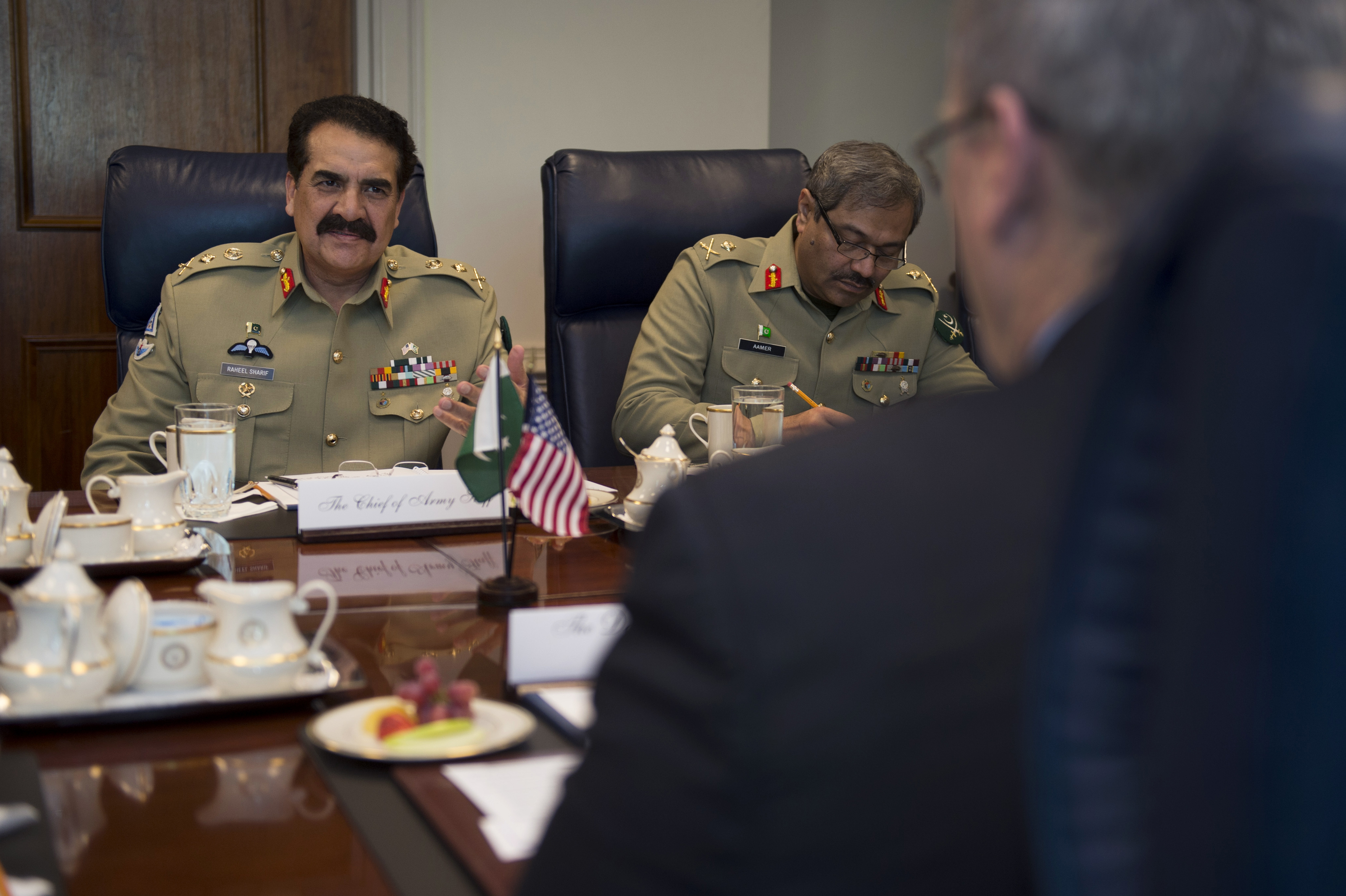
Tướng quân đội Pakistan mặc quần áo màu kaki

Các màu sáng truyền thống như áo màu đỏ, đặc biệt là trong các trận đánh nhỏ, đã được nhận thức là không thực tế từ rất sớm trong thế kỷ 19. Màu kaki có khả năng làm che mờ binh sĩ trên chiến trường nhờ sự tiến bộ của các công nghệ như máy bay giám sát từ trên không và bột không khói.
Quân đội Anh chính thức sử dụng quần áo màu kaki lần đầu tiên trong cuộc Thám hiểm Abyssinia năm 1868, khi binh sĩ Ấn Độ tham gia cuộc hành trình đến Ethiopia. Sau đó, màu kaki được áp dụng cho các trang phục chiến dịch thuộc địa và được sử dụng trong Chiến tranh Mahdi (1884-1889) và Chiến tranh Boer thứ hai (1899-1902). Các bộ quần áo này được gọi là áo kaki drill và phiên bản của chúng vẫn là một phần của đồng phục của Quân đội Anh.
Trong Chiến tranh Boer thứ hai, quân đội Anh trở nên nổi tiếng với biệt danh "Khakis" (kaki) do màu quần áo mà họ mặc. Sau khi chiến thắng trong cuộc chiến, chính phủ tổ chức một cuộc bầu cử được gọi là "Bầu cử kaki", thuật ngữ này sau đó được sử dụng để chỉ các cuộc bầu cử được tổ chức để tận dụng sự ủng hộ của công chúng đối với chính phủ ngay sau những chiến thắng quân sự.
Quân đội Hoa Kỳ đã áp dụng màu kaki trong cuộc Chiến tranh Mỹ-Hoa Kỳ (1898), thay thế cho trang phục trường màu xanh truyền thống. Hải quân Hoa Kỳ và thủy quân lục chiến Hoa Kỳ cũng đã làm tương tự, cho phép sử dụng quần áo kaki cho trang phục trường và làm việc.

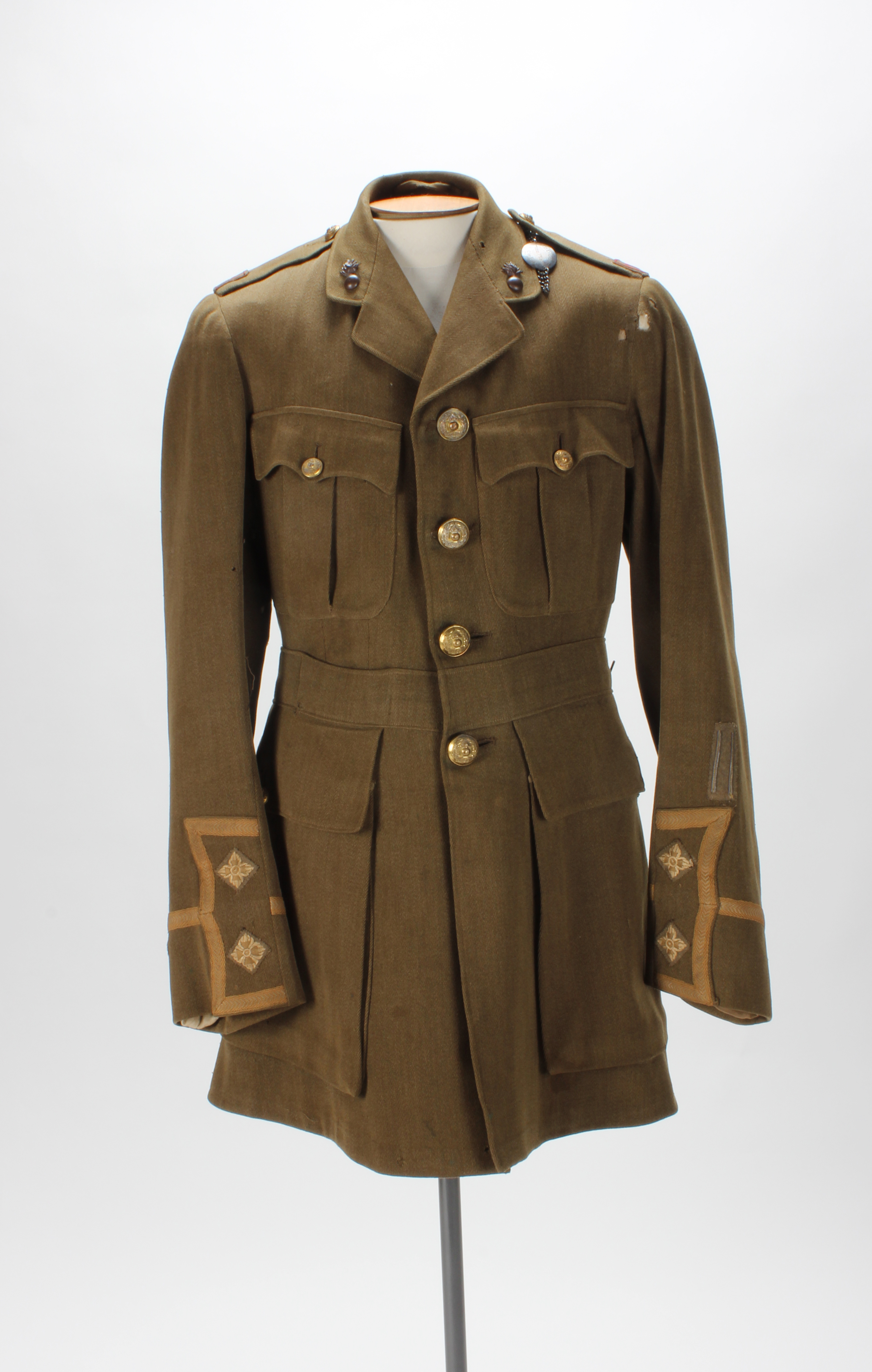
Áo quân phục màu kaki sẫm, Đại úy, Lữ đoàn 7 London, thời kỳ Thế chiến thứ nhất.

Khi màu kaki được áp dụng cho bộ Đồng phục Dịch vụ của Quân đội Anh vào năm 1902, màu sắc được chọn có một tông màu xanh lá cây đậm và đỏ hơn (xem ảnh). Màu nâu-xanh này đã được áp dụng với một số biến thể nhỏ trong tất cả các quân đội thuộc Đế chế Anh. Quy định về đồng phục quân đội Hoa Kỳ năm 1902 cũng áp dụng một tông màu tương tự cho đồng phục mùa đông của binh sĩ dưới tên gọi olive drab (xanh đen dầu ô liu). Tông màu nâu-xanh này đã được sử dụng bởi nhiều quốc gia trong suốt hai Cuộc chiến thế giới.

## Các tông màu của kaki

### Kaki nhạt
Bên phải là màu kaki nhạt (còn được gọi là kaki tan hoặc chỉ là màu tan).

### Kaki
Đây là màu sắc được gọi là kaki trong HTML/CSS.
Màu sắc được hiển thị ở bên phải tương ứng với màu kaki được chỉ định trong cuốn sách A Dictionary of Color năm 1930, tiêu chuẩn cho thuật ngữ màu sắc trước khi máy tính được giới thiệu.

### Kaki đậm
Bên phải là màu sắc web kaki đậm.
Nó tương ứng với Kaki đậm trong danh sách màu X11.

### Kaki xanh
Bên phải là màu kaki xanh, đôi khi được gọi đơn giản là kaki ở các quốc gia thuộc Khối Thịnh vượng chung. Nó thường được gọi là xanh ô liu hoặc xanh đen ô liu.